# Qus (Stadt)
Qus (altägyptisch Gesa oder Gesy; arabisch قوص, DMG Qūṣ) ist eine Stadt in Ägypten. In griechisch-römischer Zeit hieß sie Apollonopolis Parva, Apollinopolis Parva oder Apollonos minoris, und in der Kurzform einfach nur Apollinopolis.

## Geografie und Bedeutung
Die Stadt liegt zehn Kilometer südlich von Koptos auf der Ostseite des Nils im Gouvernement al-Uqsur und hat ca. 60.000 Einwohner, der gleichnamige Oberbezirk umfasst etwa 300.000 Einwohner. Qus war im Mittelalter nach Kairo die bedeutendste Stadt Ägyptens. Es war der Ausgangspunkt für Karawanen in das etwa 200 Kilometer entfernte Al-Qusair am Roten Meer.

## Geschichte

### Altes Ägypten
Der Ort liegt 5 km südöstlich von Naqada auf der gegenüberliegenden Seite des Nils und war vermutlich die zum Naqada-Friedhof zugehörige prädynastische Stadt. Als Ausgangspunkt für Expeditionen in die östliche Wüste über das Wadi Hammamat, wo sich Minen und der Zugang zum Roten Meer befanden, könnte sie früh an Bedeutung gewonnen haben.
Eine Reihe von Grabdenkmälern aus der Zeit von der 6. bis zur 10. Dynastie sind dem Friedhof auf der Westseite des Nils zugeordnet. Der bescheidene Status eines auf diesen Denkmälern dargestellten Priestervorstehers deutet darauf hin, dass der lokale Tempel zu dieser Zeit nur eine untergeordnete Rolle spielte. Qus gehörte zum 5. oberägyptischen Gau, dessen Hauptstadt während des Alten Reiches Koptos war. Einige Priestervorsteher des Alten Reiches und der Ersten Zwischenzeit sind auch namentlich bekannt. So wird z. B. berichtet, dass es unter Djefi zu einer Hungersnot kam. Andere namentlich bekannte Priestervorsteher sind Cheteti, Hetepi, Dagi und Weser.
Aus der Stadt Qus sind auch einige pharaonische Denkmäler bekannt. Zu den interessantesten gehören ein Naos aus rotem Granit des Wesirs Schemai aus der 8. Dynastie, Sandsteinblöcke mit Kartuschen von Aton und Nofretete, die in der Nähe eines Scheich-Grabes westlich der Stadt gefunden wurden, und eine graue Granitstele, die Ramses III. mit Gefangenen zeigt und in sein 16. Regierungsjahr datiert wird. Qus wird auch in der Steuerliste aus dem thebanischen Grab des Rechmire (18. Dynastie) aufgeführt und war demnach ein wichtiges Verwaltungszentrum.
Während des Alten Reiches wurde die Falkengottheit Nenun verehrt, die später mit Haroeris gleichgesetzt wurde. Haroeris, mit dem Beinamen „Horus der Ältere, Herr von Qus“ oder „Herr von Oberägypten“ (Nebschemau) war während des Neuen Reiches und danach die Hauptgottheit von Qus. Alan Gardiner vertritt den Standpunkt, dass es diese Gottheit war, die zusammen mit Seth von Ombos das Wappen des ptolemäischen Zwei-Falken-Gaus bildete. Folglich hätte Qus nicht mehr zum selben Verwaltungsbezirk wie Koptos gehört. Bekannt ist, dass Qus während der Ptolemäerzeit zu einem anderen Bezirk als Koptos gehörte, mit einem Emblem, das als Bnbn oder Brbr gelesen wird.

### Griechisch-römische Zeit
Als Apollinopolis Parva genoss die Stadt eine Zeit des Wohlstandes während der ptolemäischen Herrschaft, wie Überreste eines Tempels aus dieser Epoche zeigen, der Haroeris und der Göttin Heket geweiht war. 1898 legte Ahmed Kamal den unteren Bereich von zwei Pylonen aus der Zeit von Ptolemaios X. frei. Ptolemaios X. wird auf den Wänden bei der Nilpferdjagd, mit Opfergaben vor Haroeris, beim Erschlagen der Feinde und beim Schlachten einer Gazelle auf dem Altar gezeigt.
Aus römischer Zeit stammen einige in Moscheen verbaute Säulen. Unter Diokletian wurde die Stadt für eine gewisse Zeit in Diokletianopolis umbenannt. Es gibt einige wenige Überreste christlicher Bauten. Später in koptischer Zeit wurde die Stadt Kos Berbir genannt, woraus sich der moderne Name ableitet.

### Arabische Zeit

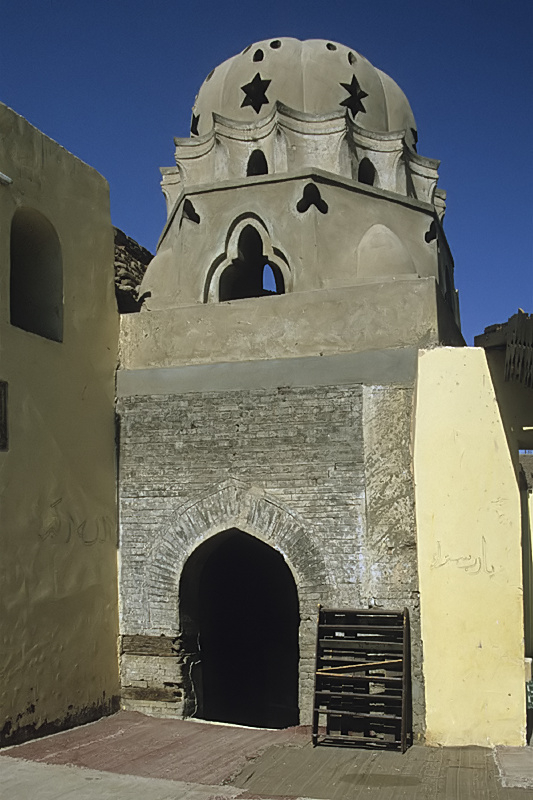
Fatimidisches Grab im Nordosten der 'Amri-Moschee

641 fielen die Araber in Ägypten ein und eroberten auch Qus. Kurz darauf soll hier die große Moschee erbaut worden sein, die noch heute das Stadtbild dominiert. In fatimidischer Zeit wurde die große Moschee mehrmals erweitert.
Nach dem Historiker Abu’l-Fida (1273–1331) wurde Qus im Mittelalter zum oberägyptischen Zentrum des östlichen Handels und stieg nach Fustat zur zweitgrößten aller ägyptischen Städte auf. Hier waren die Armeen stationiert, die vor allem den Süden Ägyptens bewachten. Durch die Verbindung zum Roten Meer war die Stadt ein Ort, an dem viele Pilger nach Mekka vorbeikamen. Vor allem während der Kreuzzüge, als die Pilgerkarawanen auf dem Weg nach Mekka nicht ihre übliche Route durch Palästina nehmen konnten, war Qus eine wichtige Station der muslimischen Pilger. Die Stadt hatte auch eine berühmte Hochschule (Madrasa).
Ab dem späten vierzehnten Jahrhundert verlor die Stadt an Bedeutung. Girga wurde nun zu der wichtigsten Stadt in Oberägypten. Handelsrouten verlagerten sich. Viele Pilgerreisen gingen nun über Kairo.

## Wirtschaft
- Zuckerfabrik von Qus[10]
- Zellstoff- und Papierfabrik[11]
- AlAgha-Unternehmen (Elektrotechnik und Elektronik)[12]